# Província de Kalinga
Kalinga (AFI: [ka'liŋga]) és una província filipina de la regió de La Cordillera, amb capital a la ciutat de Tabuk.

## Divisió administrativa
La província es divideix en vuit localitats:
| - Balbalan - Lubuagan - Pasil - Pinukpuk | - Rizal - Tabuk - Tanudan - Tinglayan |

## Història
Lubuagan era el lloc de la last stand del general Emilio Aguinaldo, el primer president de les Filipines, contra els invasors nord-americans.